# Karlo Rojc (skvot)
Karlo Rojc, kolokvijalno Rojc, bivša kasarna JNA (dobila naziv po narodnom heroji Karlu Rojcu), je skvot i multimedijalni centar u Puli, u Hrvatskoj. Zgradu koriste razna udruženja i muzičke grupe, a klubovi su često mesto okupljanja pulskih ljubitelja alternativne muzike.
Bivša kasarna Karlo Rojc je najveći i najdugovečniji skvot U Hrvatskoj. Postoji od 1991. kada se JNA povlači a prostor polako počinju da naseljavaju šarene skupine bendova, aktivista, umetnika, manjina, udruženja i pojedinaca koji tu nalaze mesto za rad, organizovanje, hakovanje – ukratko, autonomno područje za proizvodnju sopstvene kulture. Danas je Rojc multikulturalni društveni centar kojim autonomno upravljaju njegovi korisnici/ce i u kom se nalazi 70 udruženja od kojih je većina aktivna. Među njima su i Monteparadiso, Metamedija, Udruga igrača bilijara, Udruga hrvatskih veterana domovinskog rata, Udruga Bošnjaka branitelja, udruženja Srba, Makedonaca, Roma, Mađara, aerobik, ritmička gimnastika, borilačke veštine (karate, itd.), joga, INat kazalište, Zelena Istra, invalidi, plesači Zaro... Imaju i haklab u kom koriste isključivo GNU/Linux i slobodan softver. U manifestu „Rojca“ stoji da se oni protive bilo kakvom obliku nacionalizma, seksizma, homofobije i nasilja, a zalažu se za solidarno društvo bez privilegovanih i diskriminisanih.
Prostor se nalazi u centru Pule, u ulici Gajeva 3, a površine je oko 20.000 kvadratnih metara, zajedno s pet hektara okolnog zemljišta. Do sada je oslikano više od 4.000 kvadratnih metara hodnika te hodanjem prostorom se prolazi kroz rad 60-ak umetnika, tako da „Rojc“ sve više nalikuje galeriji. 
Rojc, uz mnoge strance i namernike, posećuju i mladi i sve druge starosne skupine Pule. Svake godine mesto je održavanja festivala pank-rok muzike, dok su manji koncerti česti i tokom cele godinu.

## Spoljašnje veze
- Rojcnet
- Monteparadiso
- Monteparadiso haklab